# Rogeria sicaria
Rogeria sicaria é uma espécie de formiga do gênero Rogeria, pertencente à subfamília Myrmicinae.